# Orkanen Bob

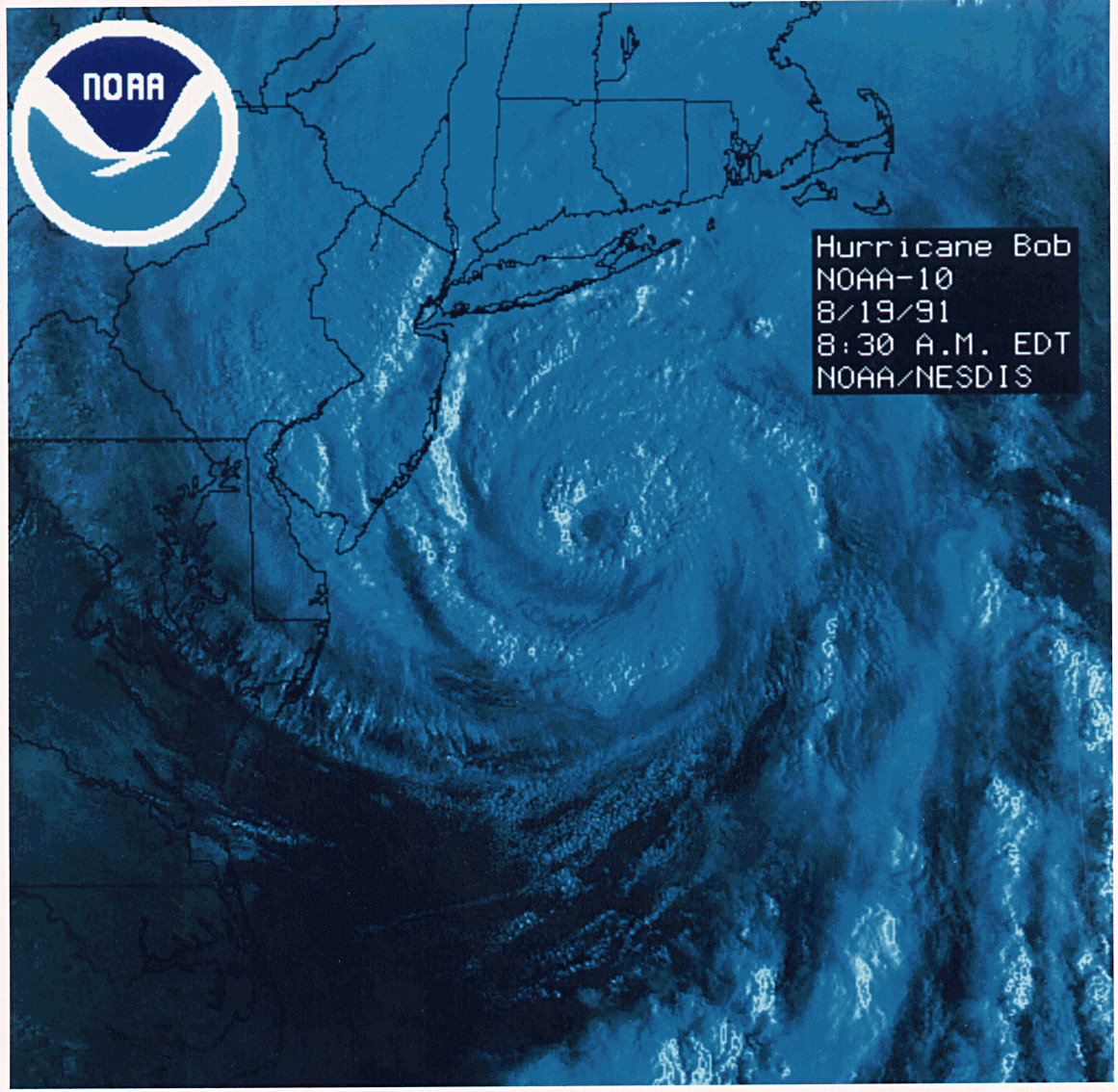
Orkanen Bob vid sin peak

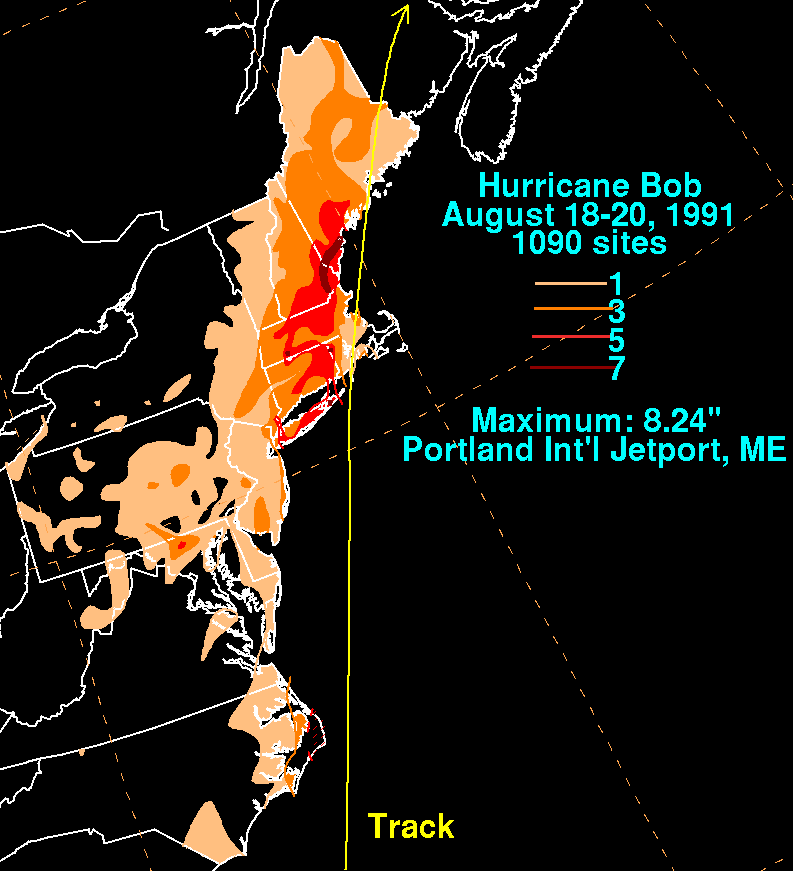
Nederbörd till följd av Orkanen Bob i USA

Orkanen Bob var en orkan som drabbade USA och Kanada 1991. Orkanen ledde till omfattande skador i flera delar av kontinenten och den dåvarande presidenten George H.W. Bush deklarerade följande amerikanska regioner och delstater som katastrofområden: Rhode Island, Massachusetts, Maine, Connecticut, New Hampshire och New York.